# Хуан Асторкія Ландабазо
Хуан Асторкія Ландабазо (ісп. Juan Astorquia Landabaso 1876 - 1905), — баскський футболіст, зачинатель клубу «Атлетик» з Більбао. Був воротарем та капітаном команди. Другий президент першого футбольного клубу басків.
Один з перших футболістів новоствореної баскської команди. Був в числі 33 сосіос (співзасновників) футбольного клубу, в 1901 році, на перших історичних зборах в кафе «García de la Gran Vía» був обраний президентом клубу. Другий президент клубу правив з 1902 по 1903 роки, передавши бразди правління іншому одноклубнику Енріке Караґі (Enrique González de Careaga).
Як капітан команди двічі здобував тогочасний головний трофей іспанського футболу — Кубок Короля (Кубок дель Рей), вважався граючим президентом й одним з тренерів команди. Хуан забив перший офіційний гол своєї команди в фіналах футбольних турнірів: це стало саме в першому фіналі, у грі з «Барселоною» 15 грудня 1902 року.
Помер Хуан Асторкія, легендарний капітан басків, в 1905 році на 28 році життя. Обставини смерті не вияснені.

## Титули
- Володар Кубка Іспанії (3): 1902, 1903, 1904